# Rolando Arrojo
Rolando Arrojo (18 luglio 1968) è un giocatore di baseball cubano.

## Palmarès

### Olimpiadi
- Oro a Barcellona 1992.

### Campionato mondiale di baseball
- Oro a Managua 1994.